# Síndrome de carcinoma basocelular nevoide
El síndrome de carcinoma basocelular nevoide o síndrome de Gorlin es una enfermedad hereditaria con participación de defectos dentro de múltiples sistemas del cuerpo. Involucra piel, sistema nervioso, ojos, sistema endocrino, y huesos. Es un trastorno poco frecuente que se incluye dentro de las enfermedades raras.

## Denominación
No debe confundirse con el síndrome de Gorlin-Goltz, que es una hipoplasia dérmica focal; o con el síndrome LEOPARD, que es una lentiginosis múltiple.

## Epidemiología
La prevalencia es de 1 caso en 56.000 a 164.000 personas. 

## Causas
Es una alteración genética de carácter autosómico dominante. Trabajos de investigación en genética molecular han mostrado que el SG lo causan mutaciones en genes PTCH (PTCH 1) hallados en el brazo del cromosoma 9q22, el gen PTCH2 en 1p32, o el gen SUFU en 10q24-q25. mutaciones somáticas en el gen PTCH2 han sido identificados en el carcinoma de células basales y en el meduloblastoma, los cuales son características del síndrome de carcinoma nevoide de células basales.

## Cuadro clínico
La tríada clásica son la presencia de múltiples nevus, queratoquistes odontogénicos e hiperqueratosis palmoplantar. Se presenta en gran parte del cuerpo, con predominio en las zonas de exposición solar en forma de nevus de varios tamaños. No es contagioso. Es molesto por la estética y por pequeños picores. El 90% de pacientes con esta condición desarrolla carcinomas basocelulares, sin metástasis a otros órganos y muy rara vez es la causa de muerte.

## Tratamiento
El síndrome Gorlin no tiene cura, pero el diagnóstico precoz ayuda a dar un tratamiento multidisciplinario para evitar algunas complicaciones como los carcinomas basocelulares, que aumentan con la exposición a radiaciones, o los queratoquistes, que llegan a destruir los maxilares.